# Wes Matthews
Pour les articles homonymes, voir Matthews.
Wesley Joel « Wes » Matthews, Sr., né le 24 août 1959 à Sarasota en Floride, est un joueur et entraîneur américain de basket-ball. Il évolue durant sa carrière au poste de meneur.

## Palmarès
- Champion NBA 1987, 1988
- Champion CBA 1989